# 柳薄乡
柳薄乡，是中华人民共和国湖南省湘西土家族苗族自治州凤凰县下辖的一个乡镇级行政单位。

## 行政区划
柳薄乡下辖以下地区：
科甲村、追增村、盘干村、柳薄村、拖排村、禾排村、禾若村、追屯村、米坨村、德榜村和高见村。